# Северное кладбище (Стокгольм)
Северное кладбище (швед. Norra begravningsplatsen — Норра бегравнингсплатсен) — самое большое кладбище Швеции, расположено в северной части Стокгольма. На территории кладбища выделены участки для усопших иудейского и католического вероисповеданий.

## Известные люди, похороненные на кладбище
- Андре, Соломон Август (1854—1897) — инженер, аэронавт, исследователь Арктики.
- Арнольдсон, Клас Понтус (1844—1916) — писатель, политик и пацифист, лауреат Нобелевской премии мира 1908 года.
- Бервальд, Франц (1796—1868) — композитор-романтик.
- Бергман, Ингрид (1915—1982) — актриса, трижды лауреат премий «Оскар».
- Бернадот, Фольке (1895—1948) — дипломат.
- Бланш, Август Теодор (1811—1868) — писатель и государственный деятель.
- Витлок, Анна (1852—1930) — журналистка, педагог-реформатор, суфражистка, феминистка.
- Гульстранд, Альвар (1862—1930) — офтальмолог, лауреат Нобелевской премии по физиологии и медицине 1911 года.
- Гусс, Магнус — шведский медик, педагог. Доктор медицины. Член Шведской и Датской королевских академий наук. Общественный деятель.
- Дериева, Регина (1949—2013) — русский поэт.
- Закс, Нелли (1891—1970) — немецкая поэтесса, лауреат Нобелевской премии по литературе 1966 года.
- Ковалевская, Софья (1850—1891) — русский математик и механик, писатель.
- Крюгер, Ивар (1880—1932) — инженер, финансист, известен как «Спичечный король».
- Лаваль, Густаф де (1845—1913) — инженер, изобрел сопло Лаваля.
- Лундгрен, Эгрон (1815—1875) — шведский художник и писатель.
- Линдер, Эрнст (1868—1943) — шведский и финский военачальник, Олимпийский чемпион 1924 года по выездке.
- Муберг, Вильхельм (1898—1973) — писатель.
- Нобель, Альфред (1833—1896) — изобретатель и основатель Нобелевской премии.
- Однер, Клас Теодор (1836—1904) — историк, директор Национального архива Швеции, академик.
- Окунев, Григорий Николаевич (1823—1883), посол Российской империи в Швеции.
- Сальхов, Ульрих (1877—1949) — фигурист, Олимпийский чемпион 1908 года, изобретатель одноимённого прыжка.
- Слива, Богуслав (1944—1989) — польский диссидент, активист профсоюза Солидарность.
- Стиллер, Мориц (1883—1928) — актёр, сценарист и режиссёр немого кино.
- Стриндберг, Юхан Август (1849—1912) — писатель, драматург.
- Сухтелен, Пётр Корнилович (1751—1836) — российский инженер-генерал.
- Теорелль, Аксель Хуго Теодор (1903—1982) — биохимик, лауреат Нобелевской премии по физиологии и медицине 1955 года.
- Ханссон, Пер Альбин (1885—1946) — политик, премьер-министр Швеции в 1932—1936 и 1936—1946 годах.
- Шёльдебранд, Андерс Фредрик (1757—1834) — военный и политический деятель.
- Шёстрём, Виктор (1879—1960) — режиссёр и актёр
- Эйнхорн, Ежи (1925—2000) — шведский учёный, врач, политик.

## Галерея

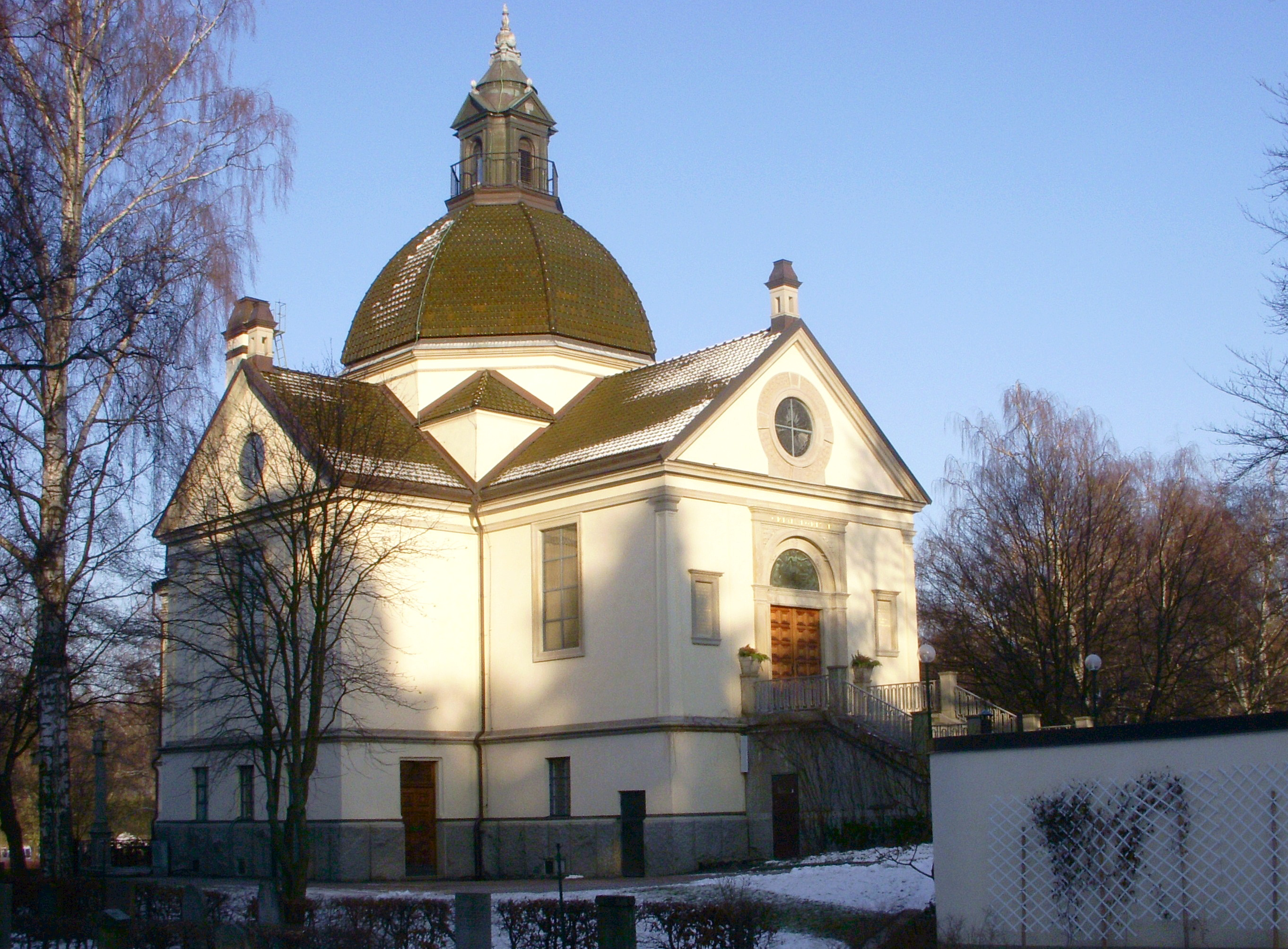
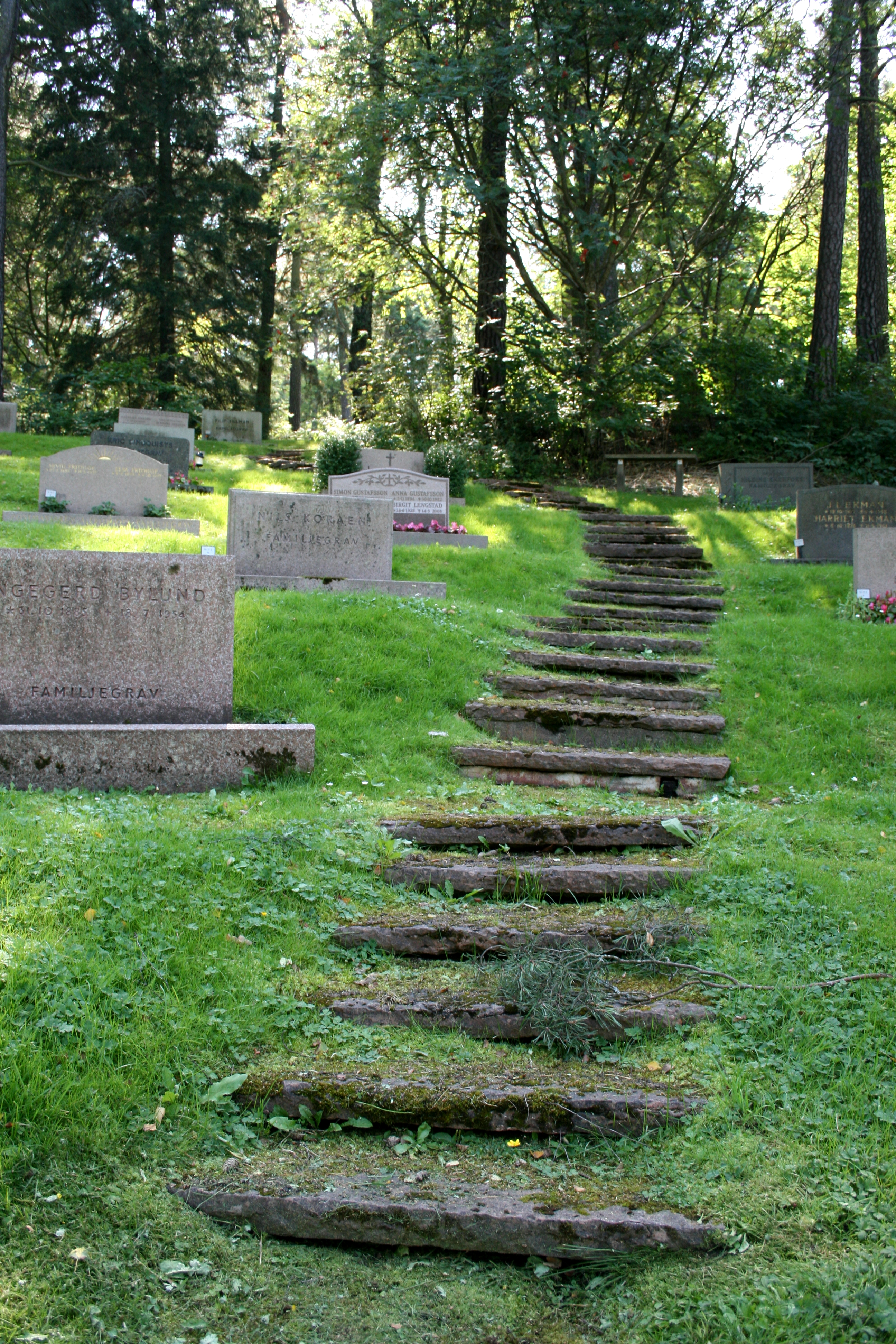
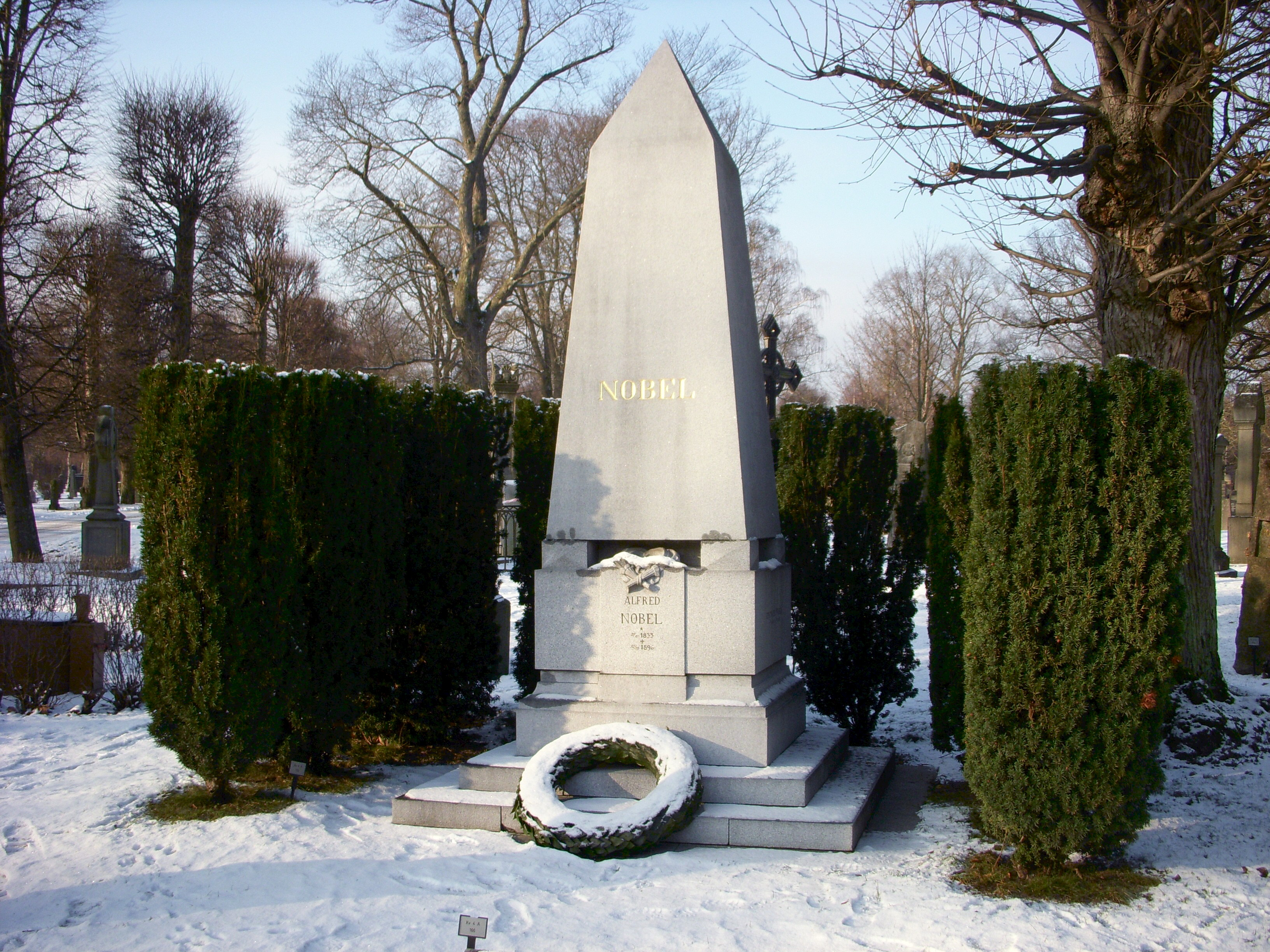
Могила Альфреда Нобеля
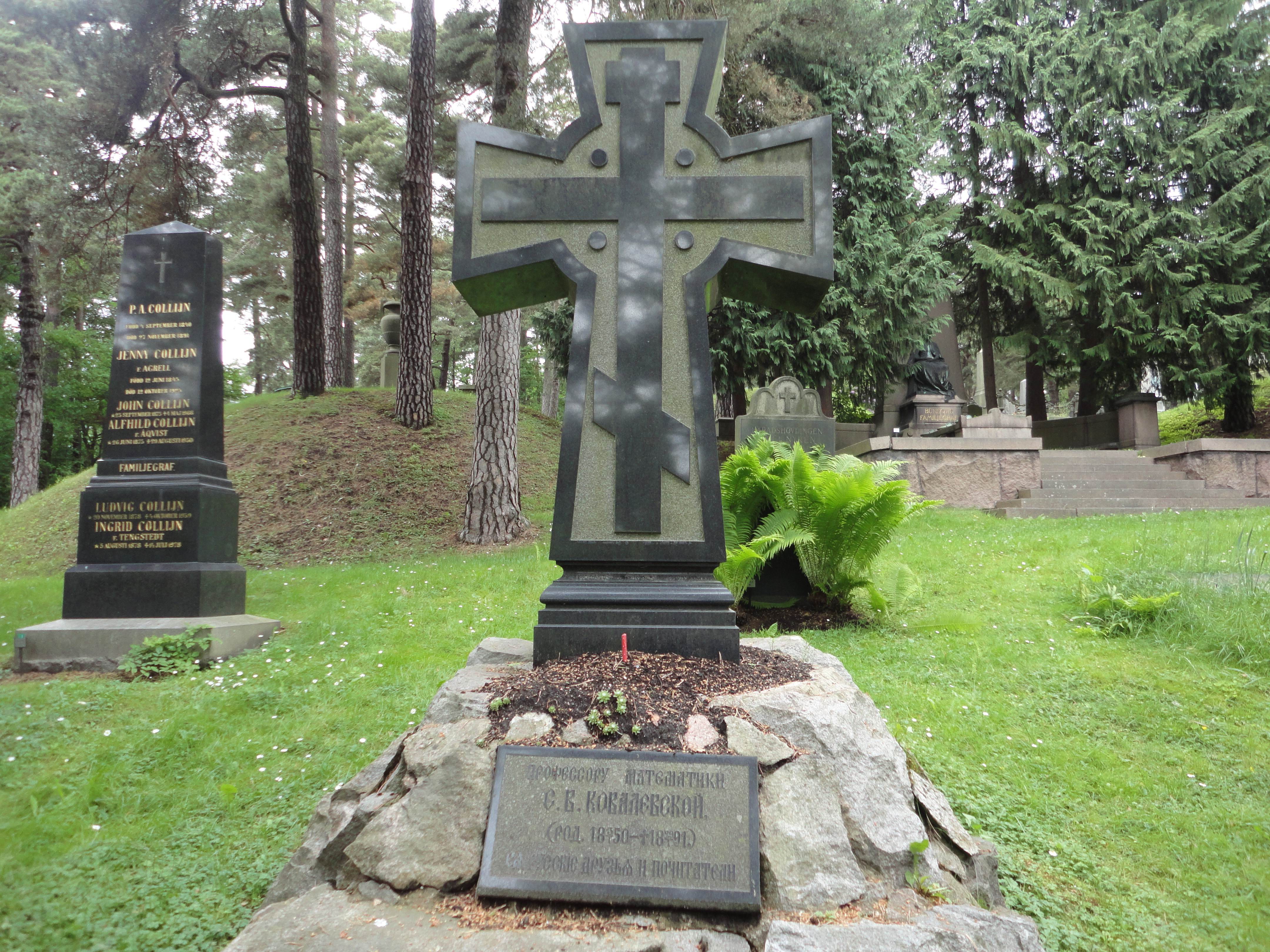
Могила Софьи Васильевны Ковалевской